# Kharsi
Kharsi o Kharsi Jhalaria (Kharsia) fou un estat tributari protegit del tipus thakurat garantit per un temps a l'agència d'Indore i després a l'agència de Bhopal. Estava administrat per dos thakurs rajputs rathors que a finals del segle XIX eren Balwant Singh i Datar Singh, que eren cosins i cadascun representava a una branca de la família. Rebien subsidis (tankhes) dels Sindhia de Gwalior i dels rages de Dewas, sobirans feudals conjunts del thakurat, garantit pels britànics. Els primers thakurs garantits pels britànics foren Swanip Singh i Fatah Singh. La tankha de Gwalior era de 175 lliures i la de Dewas de 22 lliures. La superfície era en total de 26 km² sense cap poble important sent els llogarets principals Kharsi i Jhalaria.